# Honau
Honau (toponimo tedesco) è un comune svizzero di 512 abitanti del Canton Lucerna, nel distretto di Lucerna Campagna.

## Storia
Istituito nel 1814, fino al 1831 il comune di Honau costituì, assieme a Gisikon, una municipalità del comune di Root; vi furono combattute battaglie della guerra del Sonderbund.

## Monumenti e luoghi d'interesse
- Cappella cattolica di Sant'Eligio, attestata dal 1579 e ricostruita nel 1647[4].

## Società

### Evoluzione demografica
L'evoluzione demografica è riportata nella seguente tabella:
Abitanti censiti

## Economia
L'economia locale si basa prevalentemente sul settore primario e sul pendolarismo in uscita verso il Canton Zugo.